# بابلو بايزا
بابلو بايزا (بالإسبانية: Pablo Baeza)‏ هو لاعب كرة يد تشيلي، ولد في 11 نوفمبر 1988.